# Cento anni
Cento anni è un romanzo storico scritto da Giuseppe Rovani tra il 1859 e il 1865.
Considerato a tutti gli effetti il capolavoro letterario dell'autore, l'opera lo consacrò alla popolarità dei suoi contemporanei, specie in Lombardia.

## Trama
La storia si svolge a Milano dal 1750 al 1850, incentrata sulla vicende di una famiglia della nobiltà e sulla figura del "Galantino", Andrea Suardi, un servitore che con le sue azioni innesca l'intreccio dell'intera vicenda.

## Edizioni
- Giuseppe Rovani, Cento anni: Romanzo ciclico, Fratelli Treves, Milano 1921
- Giuseppe Rovani, Cento anni: Libri XX, Casa Edit. Sonzogno, Milano 1926 (Matarelli)
- Giuseppe Rovani, Cento anni, Rizzoli, Milano 1934
- Giuseppe Rovani, Cento anni: Grande romanzo ciclico. Prefazione, note e commenti di Beniamino Gutierrez. Vol. I. Con 730 illustrazioni. Vol. II. Con 900 illustrazioni, Rizzoli e C. An. Per L'arte Della Stampa, Milano 1934-35
- Giuseppe Rovani, Cento anni: romanzo ciclico Ceschina, Milano 1948-1949
- Giuseppe Rovani, Cento anni, pagine scelte a cura di V. Bertolini e R. Bittasi, Cremonese, Roma 1960
- Giuseppe Rovani, Cento anni, a cura di Piero Nardi, Edizioni per il club del libro, Novara 1972
- Giuseppe Rovani, Cento anni, Garzanti, Milano 1975
- Giuseppe Rovani, Cento anni, a cura di Silvana Tamiozzo Goldmann, Biblioteca universale Rizzoli, Milano 2001
- Giuseppe Rovani, Cento anni, introduzione di Folco Portinari, nota al testo di Monica Giachino, G. Einaudi, Torino 2005
- Giuseppe Rovani, Cento anni: romanzo, Marco Valerio, Torino 2006